# کارولین لئونهارت
کارولین لئونهارت (آلمانی: Carolin Leonhardt؛ زادهٔ ۲۲ نوامبر ۱۹۸۴) قایقران کانو اهل آلمان است.
وی همچنین برندهٔ جوایزی همچون برگ بوی نقره‌ای شده‌است.